# Wampum

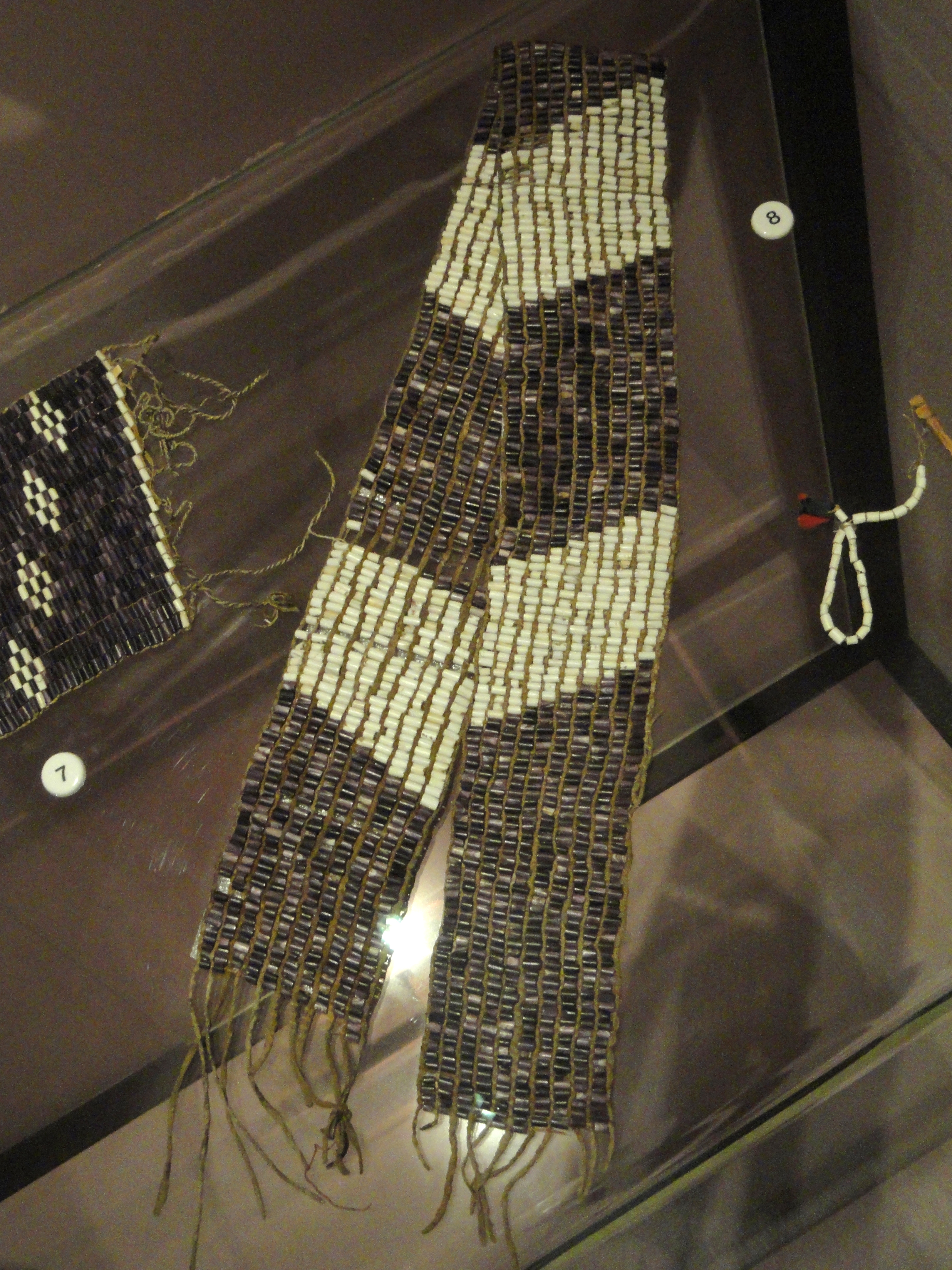
Wampum iroqués y algonquino, conmemorando un tratado de paz del Peabody Museum, Harvard University.

Wampum o sewan es un cordel o cinturón de chaquiras, en su mayoría hechos por cuentas tubulares de conchas de Busycotypus canaliculatus, que eran usados tradicionalmente como moneda por algunos pueblos amerindios. A su vez, eran considerados también como objetos sagrados. 
También servía como reflejo de tratados o pactos: en 1923, Deskaheh líder de la Confederación Iroquesa  fue a la sede de la Sociedad de Naciones en Ginebra, viajando con pasaporte iroqués, y presentando en el memorial The red man’s appeal for Justice, aportando el Wampum de dos hileras, el pacto más antiguo firmado con europeos. 